# Üzemchin
Üzemchin (mongol: Үзэмчин; узумчины rus, Uzumčiny) és un grup ètnic mongol originari de la regió fronterera entre Mongòlia i la Xina, concretament a l’àrea de Mongòlia Interior. Parlen un dialecte del mongol i mantenen una cultura rica en tradicions nòmades, amb un fort arrelament en la cria de bestiar, la música folklòrica i les pràctiques espirituals relacionades amb el xamanisme i el budisme tibetà. La seva herència cultural es manifesta en els vestits tradicionals, les seves danses rituals i la seva gastronomia, que reflecteixen la simbiosi amb l'entorn estèpic.